# Warsteiner

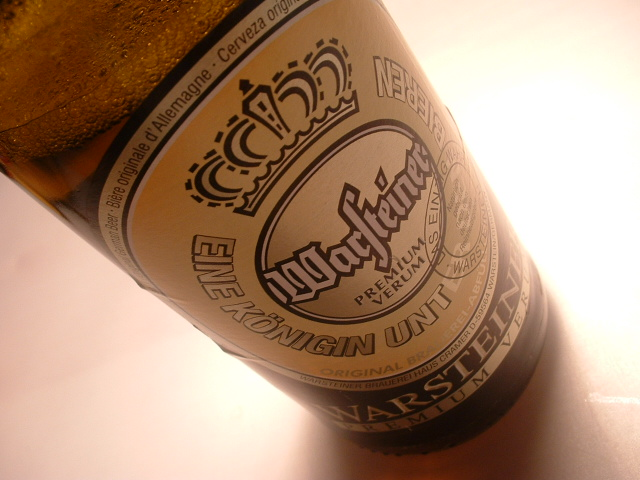
Warsteiner Premium Verum

De Warsteiner Brauerei (Warsteiner Brauerei Haus Cramer KG) (of kortweg: Warsteiner) is een brouwerij in het Duitse Warstein in het Sauerland.
De brouwerij is in 1753 opgericht door de Zuid-Duitse familie Cramer. In 1927 werd bij de brouwerij een geschikte en zeer koude mineraalwaterbron ontdekt, die sindsdien voor de productie van het bier gebruikt wordt. In 1986 deed Warsteiner, op kleine schaal, zijn intrede in de Nederlandse horeca. De brouwerij behoort sinds 2013 tot de top 40 van grootste brouwerijen in de wereld.
De brouwerij bereikte haar tot dusverre grootste omzet in 1994. Daarna leed het bedrijf omzetverlies door hardnekkige, maar onbewezen geruchten, dat de brouwerij connecties zou hebben met de Scientology Kerk. In 2013 - 2014 was er een milieuschandaal: in en om de brouwerij zou zich met legionellabacteriën vervuild afvalwater bevinden. Warsteiner investeerde daarna meer dan € 5 miljoen in nieuwe, extra hygiënische afvalwaterleidingen om herhaling hiervan te voorkomen.
De brouwerij ligt ongeveer 2,5 km ten zuiden van het stadje Warstein en heeft een eigen goederenspoorlijn met rangeerstation. Het bedrijf is op werkdagen voor publiek te bezichtigen.

## Assortiment

### Premium
- Warsteiner Premium
- Warsteiner Premium Herb
- Warsteiner Premium Herb Alkoholfrei
- Warsteiner Premium Alkoholfrei (wordt in Italië en in het Verenigd Koninkrijk verkocht als Premium Fresh)
- Warsteiner Premium Dunkel (alleen in de VS)
- Warsteiner Premium Lemon
- Warsteiner Premium Cola

### Radler
- Warsteiner Radler Alkoholfrei
- Warsteiner Radler Zitrone

### Overig
- Warsteiner Edition Oktoberfest (alleen in de VS)
- Herforder Pils en Herforder Export (bij de dochteronderneming Herforder Brauerei te Hiddenhausen-Sundern). Overwogen wordt (2018), om dit merk af te stoten.